# Katinara, Trst
Katinara (italijansko Cattinara, v slovenskem narečju Četnara) je predmestje ali mestna četrt Trsta, ki se nahaja na vzhodu ob trgovski poti, ki mesto povezuje z Reko in je stičišče med zaselki Lonjer, Rocol in Rovte, katerih ceste se stekajo v Ključ (italijansko Bivio ad Acca - H) od koder se odcepijo tri glavne prometnice proti Reki, Ljubljani in Istri. 

## Zgodovina
Območje je bilo poseljeno že v predrimskem času. Prva omemba je v istrskem diplomatskem kodeksu, v katerem 5. novembra 1398 beremo o vili Melarsio (današnja Melara), ki meji na »baredo« (v tržaškem narečju neobdelano zemljišče) bolnišnice na Katinari. Vendar ni povsem jasno, kakšna je bila ta »bolnišnica«. Od leta 1984 je na Katinari glavna mestna bolnišnica.
Glede imena Katinara ni dokončne razlage, odkod izhaja, saj si jezikoslovci niso složni. Odkar pomnijo pa domačini vežejo ime na verigo (saj je bila tu večkrat carinska postojanka), ki se ji v lokalnem slovenskem narečju pravi četna, in od tega torej Četnara; najstarejši doslej znani zapis zaselka iz leta 1346 pa je pravzaprav Gathinara.
Med leti 1785 in 1789 je bila na Katinari zgrajena cerkev, zvonik pa skoraj sto let kasneje, saj so ga domači obrtniki zaključili leta 1884. Pomembne so stenske freske umetnika Toneta Kralja, ki jih je naslikal med 15. junijem in 10. oktobrom 1931, delo mu je naročil takratni župnik Humbert Leiter (doma iz Ribnice, župnik na Katinari od leta 1925 do 1932, ko se je moral umakniti zaradi fašistov). Cerkev je posvečena Presveti trojici.
Katinara se lahko pohvali z dolgo šolsko tradicijo, saj je bila prva osnovna šola ustanovljena leta 1791. Prvi vzgojitelji so bili lokalni duhovniki in kaplani, pozneje pa učitelji. Ta šola je bila slovenska in je delovala do leta 1927, ko so jo fašistične oblasti ukinile. Redno delovanje slovenske osnovne šole sega v šolsko leto 1945-46. Od šolskega leta 1963-64 se nahaja v stavbi na glavni katinarski ulici (Reška cesta, št. 511). Ni samostojna šola, temveč je podružnica Državne srednje šole sv. Cirila in Metoda iz Sv. Ivana.

## Galerija
- Katinarska ulica, ki pelje na pokopališče
- Cerkev presv. Trojice na Reški cesti
- Katinarska bolnišnica